# Yoshiwara (district)
Yoshiwara (吉原) in Edo (江戸), tegenwoordig Tokio, was een Japanse amusementswijk.
Yoshiwara was naast Shinmachi (新町) in Ōsaka (大阪) en Shimabara (嶋原) in Kyōto (京都) een van de grootste officiële amusementswijken in Japan. Het waren ommuurde wijken, volledig gevuld met theehuizen en bordelen. In de amusementswijken woonden courtisanes, geisha's, personeel en de bordeelhouders.

## Ontstaan
In 1589 werd de eerste amusementswijk gebouwd onder heerschappij van Hideyoshi Toyotomi (1536–1598) in Kyōto. Deze wijk werd Yanagimachi genoemd omdat ze op een rietvlakte gebouwd was. In 1640 werd ze net buiten de stad herbouwd en hernoemd tot Shimabara. Het model van het oorspronkelijke Yanagimachi was het prototype voor de bouw van Yoshiwara.
In 1603 werd Tokugawa Ieyasu de Shogun van Japan, hij vestigde zich in Edo en in 1612 gaf hij het bevel om ook in Edo een ommuurde amusementswijk te bouwen. Deze amusementswijken werden gebouwd met een reden. In het Japan van toen werd alles onder controle gehouden, zo ook de prostitutie. Dit sloot niet uit dat er ook illegale prostitutiewijken verspreid in de steden waren.
Tot Ieyasu's grote verbazing groeiden de amusementswijken uit tot cultureel mondaine oorden die niet enkel bezocht werden door de laaggeachtte handelaars, maar ook door de samurai(侍) en zelfs door de keizer.

## De inwoners

### Prostituees en Courtisanes
In de amusementswijken woonden vooral courtisanes. Men kan deze courtisanes wel niet vergelijken met de courtisanes zoals wij ze kennen in Europa. Er waren allerlei rangen om ze in te delen, en ze werden niet alleen beoordeeld op hun schoonheid, maar ook op hun talent als kunstenares. 
Hoogopgeleide courtisanes waren veel meer dan enkel vrouwen die hun lichaam verkochten, ze waren welbespraakt, begaafde musiciennes, danseressen, deden aan kalligrafie en poëzie. De courtisanes van de laagste rangen kan men eerder vergelijken met simpele prostituees.
Een beknopte indeling:
- Laagste rangen:
  - Hashi
  - Kirimise
- Middelmatige rangen:
  - Kōshi
  - Tsubone
  - Sancha
  - Heyamochi
  - Zashikimochi
  - Tsukemawashi
  - Chūsan
- Hoogste rangen:
  - Tayū/Oiran
  - Yobidashi

### Geisha's

#### Mannelijke geisha's
De eerste geisha's (芸者) waren geen vrouwen, maar mannen. Sinds de oprichting van de amusementswijken waren ze erbij. Het waren mannen die de klanten bezighielden als een soort narren, met allerlei kunstjes en dansjes. Het waren uiteraard ook prostituees. Ze noemden zich ook wel taikomochi of hōkan.

### Vrouwelijke geisha's

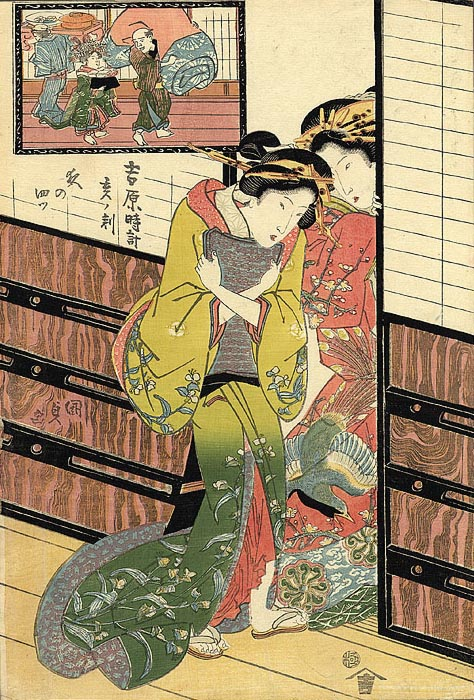
"De uren van Yoshiwara", Utagawa Kunisada (Toyokuni III), 1818.

De vrouwelijke geisha's deden pas meer dan een eeuw later, sinds 1762 hun intrede in Yoshiwara. 
Tegen het einde van de 17de eeuw waren de handelingen van de hoge courtisanes sterk geritualiseerd, ze waren zeer stroef en ontoegankelijk. Ze verloren veel aan populariteit aan de geisha's die buiten de ommuurde wijken werkten. Deze geisha's waren geen mannen, maar vrouwen. Deze geisha's waren in feite een ingetogenere versie van de hoge courtisanes. Hun haarstijl en hun kledij was veel minder weelderig. Ze beoefenden niet alle kunsten die de courtisanes beoefenden, ze waren veel losser en bovendien ook goedkoper. Wat nog een groot verschil tussen beide was, was dat geisha's niet als prostituees aanschouwd werden, alhoewel het in de realiteit natuurlijk soms anders was.
Geisha's werden toegelaten in Yoshiwara omdat de bordeelhouders hun inkomsten serieus naar achter zagen gaan. Ze werden echter wel onderworpen aan enkele gedragscodes :
- 50% van hun inkomen moesten ze afstaan.
- Er moest een escorte bij zijn om te controleren dat ze niet aan prostitutie deed.
- De kleding- en haarstijl moest ingetogener zijn dan die van de courtisanes.
- Ze moesten altijd met 2 of 3 optreden om mannen niet in verleiding te brengen.
- Ze mochten niet te dicht bij het publiek zitten.
- Als een courtisane ondervond dat een geisha schadelijk was voor haar klantenbestand, kon ze een klacht indienen.
- Indien de geisha de gedragsregels negeerde, kon haar vergunning om in de omwalde wijk te werken afgenomen worden.

Voor de 18de eeuw verstond men onder de term geisha vooral een mannelijke geisha, maar tegen het einde van de 18de eeuw kwam hier verandering in. Yoshiwara telde in 1770 16 vrouwelijke geisha's en 31 mannelijke. In 1775 33 vrouwelijke en nog steeds 31 mannelijke. In het jaar 1800 waren er al 143 vrouwelijke geisha's in Yoshiwara en nog maar 45 mannelijke. Onder geisha verstond men nu een vrouw, en terwijl de laatste tayu-courtisanes steeds minder populair werden, namen de geisha's buiten en binnen de wijken hun leiderspositie in.

### Personeel en bordeelhouders
De bordelen waren eigendom van de bordeelhouders, maar ze werden meestal gerund door een vrouw. Dit kon de echtgenote zijn van de bordeelhouder, een maîtresse, maar meestal was het een oudere courtisane die wist waarop ze moest letten.
Om de zaken draaiende te houden was er ook personeel nodig: keukenhulpjes, kappers, kleders, uitsmijters, bewakers enz.

## Het dagelijkse leven

### Mensenhandel
Voor buitenstaanders leek het leven van Yoshiwara als een sprookje, maar de realiteit achter de schermen was hard. Jonge meisjes, van ongeveer 6 jaar of ouder, werden door mensenhandelaars aan bordelen verkocht. Elke rijstkorrel die ze dan aten, tot hun aankoopprijs toe waren ze dan verschuldigd aan hun eigenaar. Tot ze die schuld, die in de loop der jaren bijna onbetaalbaar was geworden, niet terugbetaald hadden moesten ze blijven werken voor hun eigenaar.
Ze werden beschouwd als 'koopwaar' die geld op moest brengen.

### Mishandeling
Vakantie was er niet voor de courtisanes, ze werden verplicht om het hele jaar door te werken. En wanneer ze zich dan niet volledig gaven, kregen ze voor een paar dagen geen voedsel meer.
Wie probeerde te ontsnappen, wat praktisch onmogelijk was door de hoge wallen en de grachten, werd gefolterd door de bordeelhouder, vaak tot de dood. 
Medische verzorging werd ook niet verleend. Als een courtisane ziek was, werd ze in een donkere kamer gelegd. Naast zelfmoord was sterfte door ziekte dan ook een van de grootste doodsoorzaken.

## Verandering door contact met het Westen
In 1868 na de Meiji-restauratie, was de bevolking in Yoshiwara serieus achteruitgegaan. Er waren nog maar enkele courtisanes van de hoogste rangen, het merendeel dat overschoot was van lage rang. De moderne en rijke mannen gaven nu de voorkeur aan de elegante geisha's van de legale en illegale wijken buiten Yoshiwara. De nieuwe regering wist dat de bevolking deze noden had en ze gaf daarom 6 nieuwe wijken in Tōkyō een officiële vergunning.
Er werd zelfs een amusementswijk voor de buitenlanders geopend in Kyōto, maar deze wijk, nieuw-Shimabara genaamd, werd al vlug terug gesloten. De Japanners hadden dan ook vlug door dat de westerse nieuwkomers preuts waren, en een heel andere houding hadden tegenover liefde en seksualiteit.

### Mensenhandel verboden
In 1872 ontsnapte er uit een Peruviaans schip in de haven van Yokohama een Chinese slaaf. Hierdoor werd bekend dat er 230 Chinese slaven aan boord waren, waaronder kinderen die nog geen 10 jaar waren. Het was een internationaal schandaal, maar de Peruvianen wezen erop dat de Japanners ook slaven hadden, namelijk de vrouwen van Yoshiwara en Shimabara en de andere minder bekende amusementswijken van Japan. De Japanse regering was in verlegenheid gebracht en de Meiji-regering wilde niets liever dan laten zien dat Japan net zo modern en beschaafd was als de Westerse mogendheden, daarom werd een paar maanden na dit incident de emancipatiewet aangenomen. Hierin werd gezegd dat de verkoop van en handel met mensen verboden was.
In de meeste gevallen gingen deze praktijken gewoon door, maar toch gingen er veel bordelen over kop.
Volgens tellingen waren er in Tōkyō voor de emancipatie 5759 prostituees. Na de emancipatie waren er nog maar 1367.

### Prostitutie verboden
Na veel protest van vrouwenbewegingen, werd in 1956 de antiprostitutiewet aangenomen. Dit betekende officieel het einde van Yoshiwara, en alle andere amusementswijken. De prostituees die er werkten waren nu 'serveersters' en hun pooiers waren voortaan yakuza.